# Kaito Toba
Kaito Toba (鳥羽 海渡?, Toba Kaito; Fukuoka, 7 aprile 2000) è un pilota motociclistico giapponese.

## Carriera

### Gli inizi
Inizia a correre all'età di cinque anni. Corre in minimoto e altre competizioni nazionali. Vince la Asian Talent Cup nel 2014. Nel 2015 e 2016 corre nella MotoGP Rookies Cup.

### Moto3
Nel 2017 debutta nella classe Moto3 del motomondiale, gareggiando con la Honda NSF250R del Honda Team Asia; il compagno di squadra è Nakarin Atiratphuvapat. Ottiene come miglior risultato un decimo posto in Argentina e termina la stagione al 30º posto con 7 punti. Nel 2018 rimane nello stesso team. Ottiene come miglior risultato un sesto posto in Catalogna e termina la stagione al 22º posto con 37 punti. Nel 2019 rimane nello stesso team, con compagno di squadra Ai Ogura. Ottiene la sua prima vittoria nel motomondiale in Qatar. Chiude la stagione al 19º posto con 63 punti.
Nel 2020 corre con la KTM RC 250 GP del team Ajo Motorsport; il compagno di squadra è Raúl Fernández. Ottiene un terzo posto nel Gran Premio di Teruel e conclude la stagione al 18º posto con 41 punti. Nel 2021 guida la KTM del team CIP Green Power; il compagno di squadra è Maximilian Kofler. Ottiene un secondo posto in Germania e chiude la stagione al diciassettesimo posto con 64 punti. Nel 2022 continua con lo stesso team della stagione precedente, il nuovo compagno di squadra è Joel Kelso. Inizia il campionato con un podio in Qatar, l'unico stagionale, e chiude al diciannovesimo posto. Nel 2023 passa al team SIC58 Squadra Corse, il compagno di squadra è Riccardo Rossi. Torna sul podio in occasione del Gran Premio dell'India e termina il campionato all'undicesimo posto.

### Supersport
Nel 2024 passa alle motociclette derivate dalla serie: è pilota titolare nel mondiale Supersport con Petronas MIE Honda in sella ad una CBR600RR, il compagno di squadra è Khairul Idham Pawi. Con ventuno punti si classifica ventitreesimo tra i piloti. Nella stessa stagione gareggia nella classe Moto2 del campionato Europeo; con una Kalex del team Promoracing raccoglie ventun punti classificandosi diciassettesimo.

## Risultati in gara

### Motomondiale
| 2017 | Classe | Moto  |    |    |     |    |     |    |    |    |    |    |    |     |     |    |    |    |    |    |  |  |  |  | Punti | Pos. |
| ---- | ------ | ----- | -- | -- | --- | -- | --- | -- | -- | -- | -- | -- | -- | --- | --- | -- | -- | -- | -- | -- |  |  |  |  | ----- | ---- |
| 2017 | Moto3  | Honda | 19 | 10 | Rit | 17 | Rit | 25 | 23 | 19 | 21 | 29 | 15 | Rit | Rit | 28 | 21 | 20 | 20 | 24 |  |  |  |  | 7     | 30º  |

| 2018 | Classe | Moto  |   |    |     |   |    |    |   |    |    |     |    |    |    |    |    |    |    |    |     |  |  |  | Punti | Pos. |
| ---- | ------ | ----- | - | -- | --- | - | -- | -- | - | -- | -- | --- | -- | -- | -- | -- | -- | -- | -- | -- | --- |  |  |  | ----- | ---- |
| 2018 | Moto3  | Honda | 7 | 19 | Rit | 9 | 17 | 20 | 6 | 15 | 18 | Rit | 16 | AN | 13 | 26 | 12 | 17 | 19 | 12 | Rit |  |  |  | 37    | 22º  |

| 2019 | Classe | Moto  |   |    |     |   |   |     |     |     |     |     |    |    |     |    |   |    |     |     |    |  |  |  | Punti | Pos. |
| ---- | ------ | ----- | - | -- | --- | - | - | --- | --- | --- | --- | --- | -- | -- | --- | -- | - | -- | --- | --- | -- |  |  |  | ----- | ---- |
| 2019 | Moto3  | Honda | 1 | 10 | Rit | 6 | 6 | Rit | Rit | Rit | Rit | Rit | 18 | 20 | Rit | NP | 7 | 17 | Rit | Rit | 13 |  |  |  | 60    | 19º  |

| 2020 | Classe | Moto |    |    |    |    |    |    |    |   |    |     |    |   |     |     |    |  |  |  |  |  |  |  | Punti | Pos. |
| ---- | ------ | ---- | -- | -- | -- | -- | -- | -- | -- | - | -- | --- | -- | - | --- | --- | -- |  |  |  |  |  |  |  | ----- | ---- |
| 2020 | Moto3  | KTM  | 14 | 19 | 11 | 11 | 20 | NC | 17 | 9 | 18 | Rit | 11 | 3 | Rit | Rit | 15 |  |  |  |  |  |  |  | 41    | 18º  |

| 2021 | Classe | Moto |   |   |    |    |    |    |   |   |    |    |    |     |    |    |    |    |    |    |  |  |  |  | Punti | Pos. |
| ---- | ------ | ---- | - | - | -- | -- | -- | -- | - | - | -- | -- | -- | --- | -- | -- | -- | -- | -- | -- |  |  |  |  | ----- | ---- |
| 2021 | Moto3  | KTM  | 9 | 5 | NC | 16 | 21 | 12 | 9 | 2 | 13 | 12 | 10 | Rit | 16 | 14 | 23 | 17 | NC | 17 |  |  |  |  | 64    | 17º  |

| 2022 | Classe | Moto |   |    |   |     |    |   |    |    |    |    |    |   |    |    |    |    |     |    |    |    |  |  | Punti | Pos. |
| ---- | ------ | ---- | - | -- | - | --- | -- | - | -- | -- | -- | -- | -- | - | -- | -- | -- | -- | --- | -- | -- | -- |  |  | ----- | ---- |
| 2022 | Moto3  | KTM  | 3 | 12 | 9 | Rit | 17 | 7 | 15 | 16 | 15 | 20 | 10 | 4 | 10 | 19 | 23 | 21 | Rit | 17 | 17 | 24 |  |  | 63    | 19º  |

| 2023 | Classe | Moto  |    |   |    |     |    |    |    |    |    |    |   |   |   |   |    |    |    |     |   |    |  |  | Punti | Pos. |
| ---- | ------ | ----- | -- | - | -- | --- | -- | -- | -- | -- | -- | -- | - | - | - | - | -- | -- | -- | --- | - | -- |  |  | ----- | ---- |
| 2023 | Moto3  | Honda | 11 | 7 | 11 | Rit | 12 | 10 | 14 | 11 | 14 | 14 | 7 | 6 | 2 | 8 | 12 | 17 | 10 | Rit | 8 | 20 |  |  | 105   | 11º  |

| Legenda | 1º posto        | 2º posto            | 3º posto            | A punti      | Senza punti        | Grassetto – Pole position Corsivo – Giro più veloce |
| Legenda | Gara non valida | Non qual./Non part. | Ritirato/Non class. | Squalificato | '-' Dato non disp. | Grassetto – Pole position Corsivo – Giro più veloce |

### Campionato mondiale Supersport
| 2024 | Moto  |     |    |    |    |    |   |    |    |    |     |    |     |    |     |    |    |     |    |    |    |    |    |    |    | Punti | Pos. |
| ---- | ----- | --- | -- | -- | -- | -- | - | -- | -- | -- | --- | -- | --- | -- | --- | -- | -- | --- | -- | -- | -- | -- | -- | -- | -- | ----- | ---- |
| 2024 | Honda | Rit | 21 | 25 | 25 | 24 | 6 | 26 | 22 | 20 | Rit | 19 | Rit | 14 | Rit | 27 | 13 | Rit | 27 | 18 | 19 | 14 | NC | 14 | 14 | 21    | 23º  |

| 2025 | Moto  |    |   |    |     |     |     |     |    |    |    |    |    |    |    |     |    |  |  |  |  |  |  |  |  | Punti | Pos. |
| ---- | ----- | -- | - | -- | --- | --- | --- | --- | -- | -- | -- | -- | -- | -- | -- | --- | -- |  |  |  |  |  |  |  |  | ----- | ---- |
| 2025 | Honda | 14 | 9 | 27 | Rit | Rit | Rit | Rit | 15 | 19 | 24 | 29 | NC | 16 | 20 | Rit | 14 |  |  |  |  |  |  |  |  | 12    |      |

| Legenda | 1º posto        | 2º posto            | 3º posto           | A punti      | Senza punti        | Grassetto – Pole position Corsivo – Giro più veloce |
| Legenda | Gara non valida | Non qual./Non part. | Ritirato/Non class | Squalificato | '-' Dato non disp. | Grassetto – Pole position Corsivo – Giro più veloce |